# UCI Women's World Tour 2023
L'UCI Women's World Tour 2023 è l'ottava edizione del massimo circuito femminile di ciclismo, l'UCI Women's World Tour, organizzato dall'Unione Ciclistica Internazionale. È composto da ventotto gare.
Sono assegnati premi per la classifica individuale assoluta, la classifica individuale Under-23 e la classifica a squadre.

## Squadre
Le squadre detentrici di licenza UCI Women's World Tour per la stagione 2023 sono quindici, una in più rispetto alla precedente stagione, per effetto dell'ingresso della Fenix-Deceuninck.
| Cod. | Squadra                    | Biciclette  |
| ---- | -------------------------- | ----------- |
| CSR  | Canyon-SRAM Racing         | Canyon      |
| TIB  | EF Education-Tibco-SVB     | Cannondale  |
| FST  | FDJ-Suez                   | Lapierre    |
| FED  | Fenix-Deceuninck           | Canyon      |
| HPW  | Human Powered Health       | Felt        |
| CGS  | Israel Premier Tech Roland | Factor      |
| LTK  | Lidl-Trek                  | Trek        |
| LIV  | Liv Racing TeqFind         | Liv         |
| MOV  | Movistar Team Women        | Canyon      |
| DSM  | Team DSM-Firmenich         | Scott       |
| JAY  | Team Jayco AlUla           | Giant       |
| JVW  | Team Jumbo-Visma           | Cervélo     |
| SDW  | Team SD Worx               | Specialized |
| UAD  | UAE Team ADQ               | Colnago     |
| UXT  | Uno-X Pro Cycling Team     | Dare        |

## Calendario
La più grande novità dell'anno è il ritorno delle gare extraeuropee, per la prima volta dal 2020, con due corse in Australia, due in Cina e una negli Emirati Arabi. Entrano per la prima volta in calendario Tour Down Under, Omloop Het Nieuwsblad e La Vuelta Femenina.
| N. | Data               | Evento                                              | Vincitrice           | Squadra                | Leader della Cl. mondiale |
| -- | ------------------ | --------------------------------------------------- | -------------------- | ---------------------- | ------------------------- |
| 1  | 15-17 gennaio      | Tour Down Under (2023)                              | Grace Brown          | FDJ-Suez               | Grace Brown               |
| 2  | 28 gennaio         | Cadel Evans Great Ocean Road Race (2023)            | Loes Adegeest        | FDJ-Suez               | Amanda Spratt             |
| 3  | 9-12 febbraio      | UAE Tour (2023)                                     | Elisa Longo Borghini | Trek-Segafredo         | Amanda Spratt             |
| 4  | 25 febbraio        | Omloop Het Nieuwsblad (2023)                        | Lotte Kopecky        | Team SD Worx           | Amanda Spratt             |
| 5  | 4 marzo            | Strade Bianche (2023)                               | Demi Vollering       | Team SD Worx           | Amanda Spratt             |
| 6  | 11 marzo           | Ronde van Drenthe (2023)                            | Lorena Wiebes        | Team SD Worx           | Lorena Wiebes             |
| 7  | 19 marzo           | Trofeo Alfredo Binda - Comune di Cittiglio (2023)   | Shirin van Anrooij   | Trek-Segafredo         | Lorena Wiebes             |
| 8  | 23 marzo           | Classic Brugge-De Panne (2023)                      | Pfeiffer Georgi      | Team DSM               | Lorena Wiebes             |
| 9  | 26 marzo           | Gand-Wevelgem (2023)                                | Marlen Reusser       | Team SD Worx           | Lorena Wiebes             |
| 10 | 2 aprile           | Giro delle Fiandre (2023)                           | Lotte Kopecky        | Team SD Worx           | Lorena Wiebes             |
| 11 | 8 aprile           | Parigi-Roubaix (2023)                               | Alison Jackson       | EF Education-Tibco-SVB | Lotte Kopecky             |
| 12 | 16 aprile          | Amstel Gold Race (2023)                             | Demi Vollering       | Team SD Worx           | Lotte Kopecky             |
| 13 | 19 aprile          | Freccia Vallone (2023)                              | Demi Vollering       | Team SD Worx           | Lotte Kopecky             |
| 14 | 23 aprile          | Liegi-Bastogne-Liegi (2023)                         | Demi Vollering       | Team SD Worx           | Demi Vollering            |
| 15 | 1°-7 maggio        | La Vuelta Femenina (2023)                           | Annemiek van Vleuten | Movistar Team          | Demi Vollering            |
| 16 | 12-14 maggio       | Giro dei Paesi Baschi (2023)                        | Marlen Reusser       | Team SD Worx           | Demi Vollering            |
| 17 | 18-21 maggio       | Vuelta a Burgos (2023)                              | Demi Vollering       | Team SD Worx           | Demi Vollering            |
| 18 | 26-28 maggio       | RideLondon Classique (2023)                         | Charlotte Kool       | Team DSM               | Demi Vollering            |
| 19 | 17-20 giugno       | Giro di Svizzera (2023)                             | Marlen Reusser       | Team SD Worx           | Demi Vollering            |
| 20 | 30 giugno-9 luglio | Giro d'Italia (2023)                                | Annemiek van Vleuten | Movistar Team          | Demi Vollering            |
| 21 | 23-30 luglio       | Tour de France (2023)                               | Demi Vollering       | Team SD Worx           | Demi Vollering            |
| 22 | 22-27 agosto       | / Tour of Scandinavia (2023)                        | Annemiek van Vleuten | Movistar Team          | Demi Vollering            |
| 23 | 2 settembre        | Grand Prix de Plouay - Lorient Agglomération (2023) | Mischa Bredewold     | Team SD Worx           | Demi Vollering            |
| 24 | 5-10 settembre     | Holland Ladies Tour (2023)                          | Lotte Kopecky        | Team SD Worx           | Demi Vollering            |
| 25 | 15-17 settembre    | Giro di Romandia (2023)                             | Demi Vollering       | Team SD Worx           | Demi Vollering            |
| 26 | 12-14 ottobre      | Tour of Chongming Island (2023)                     | Chiara Consonni      | UAE Team ADQ           | Demi Vollering            |
| 27 | 17 ottobre         | Tour of Guangxi (2023)                              | Daria Pikulik        | Human Powered Health   | Demi Vollering            |